# Michael Jeff Johnson
Erik Roland Michael Jeff Johnson, ursprungligen Erik Roland Mikael Jonsson, född 21 februari 1972 i Virserum i Småland, är en svensk pianist, sångare, kompositör och sångtextförfattare.

## Biografi
Michael Jeff Johnson började spela piano redan som fyraåring. Musiken fanns i familjen, och föräldrarna sjöng ofta i kyrkans kör. Johnson började tidigt spela till sångerna i Segertoner i Filadelfiakyrkan samt ackompanjera pastorn på begravningar. 
Per-Erik Hallin är en av Johnsons första musikaliska förebilder.
2005 debuterade Michael Jeff Johnson med sitt soloalbum Allt vi skulle kunna bli. Michael Jeff Johnson var 2007 års Utbultstipendiat. Stipendiet, som är på 10 000 kronor, delas ut för att främja och uppmuntra nyskapande inom kristen sång och musik.
Tillsammans med författaren Carl-Henric Jaktlund höll han under våren 2012 en föreställningsturné om att ta steget från barnatro till vuxentro.
Under 2017 gjordes en serie välgörenhetskonserter tillsammans med Uno Svenningsson.

## Diskografi
- 2005 – Allt vi skulle kunna bli
- 2007 – Farväl till ensamheten
- 2009 – För denna längtans skull
- 2011 – Ut
- 2014 – På andra sidan av en storm
- 2015 – Sången ska aldrig tystna – samling 2005–2015
- 2017 – Jordens lägsta punkt
- 2020 – Främlingshem
- 2025 – Öppna din himmel